# Nulmeridianen
Nulmeridianen er den meridian som længdegraderne regnes ud fra. 0. længdekreds, som den også kaldes, er udgangspunktet for målingen af jordens 360 længdekredse.
Nulmeridianen blev anvendt af det britiske admiralitet på internationale søkort fra 1765, og på en konference i Washington D.C. i 1884 blev det besluttet, at Greenwich-meridianen, defineret gennem Greenwich-observatoriet øst for London, skal være den fælles nulmeridian.
Meridianen har også betydning for tidszonernes indretning, der også har sit udgangspunkt i Greenwich, den såkaldte Greenwich Mean Time forkortet GMT.

## Galleri
- Markering i East Yorkshire
- Skulptur i Greenwich
- Nulmeridianen i Villers-sur-Mer
- Markering i Spanien
- Markering i Algeriet